# Băieți răi
Băieți răi (titlu original: Bad Boys) este un film din 1995 regizat de Michael Bay. Acest film reprezintă debutul regizoral al lui Michael Bay. Filmul este produs de Don Simpson și Jerry Bruckheimer, cei care au mai produs filme precum Top Gun sau Beverly Hills Cop. În rolurile principale interpretează Martin Lawrence și Will Smith. Filmul este continuat în anul 2003 de Băieți răi 2.

## Distribuție
- Martin Lawrence - Detective Sergeant Marcus Miles Burnett
- Will Smith - Detective Sergeant Michael Eugene "Mike" Lowrey
- Téa Leoni - Julie Mott
- Tchéky Karyo - Antoine Fouchet
- Theresa Randle - Theresa Burnett
- Joe Pantoliano - Captain Conrad Howard
- Marg Helgenberger - Captain Alison Sinclair
- Nestor Serrano - Detective Sanchez
- Julio Oscar Mechoso - Detective Ruiz
- Saverio Guerra - Chet
- Anna Thompson - Francine
- Kevin Corrigan - Elliot
- Michael Imperioli - Joe "Jo-Jo"
- Vic Manni - Ferguson
- Frank John Hughes - Casper
- Ralph Gonzales - Kuni
- Marc Macaulay - Noah Trafficante
- Emmanuel Xuereb - Eddie Dominguez
- John Salley - Fletcher (credited - Hacker "Fletcher")
- Karen Alexander - Max Logan
- Chris Mitchum - Sergeant Copperfield
- Shaun Toub - Store Clerk
- Kim Coates - White Carjacker
- Michael 'Bear' Taliferro - Black Carjacker
- Lisa Boyle - Girl Decoy
- Ed Amatrudo - Ether Van Boss